# Francesco Salesio Della Volpe

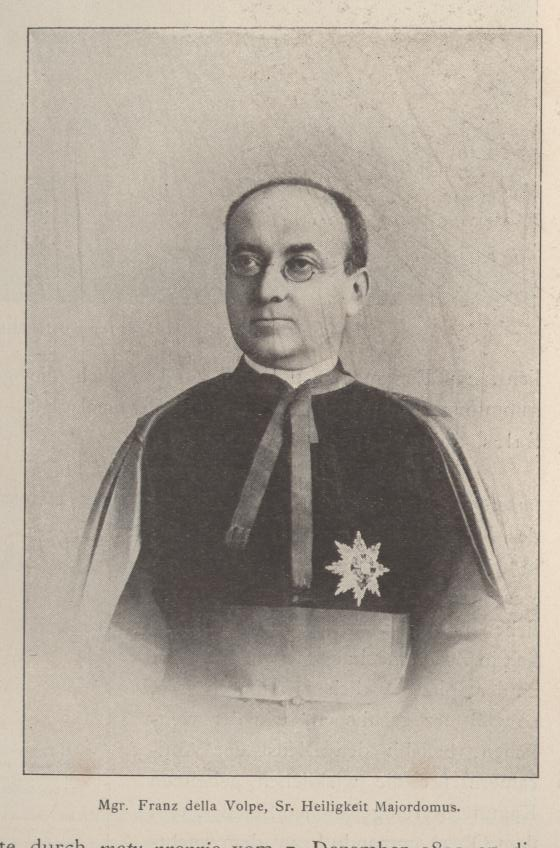
Francesco Salesio Della Volpe (Foto 1898)

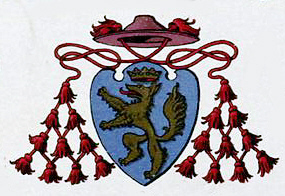
Wappen des Majordomus Francesco della Volpe als Prälat der päpstlichen Kammer

Francesco Salesio Kardinal Della Volpe (* 24. Dezember 1844 in Ravenna; † 5. November 1916 in Rom) war Kurienkardinal.

## Leben
Der Sohn des Grafen Ignazio Della Volpe und Ortensia Mazzolani besuchte das Seminar von Bertinoro, das Pius-Seminar in Rom 1862–1867 und die Päpstliche Diplomatenakademie 1868–1874. Nach seiner Priesterweihe am 21. Dezember 1867 war er von 1874 bis 1878 Geheimkämmerer Seiner Heiligkeit. Der Papst ernannte ihn am  17. Mai 1878 zum Hausprälaten, 1878 zum Kanoniker des Petersdoms und 1882 zum Sekretär der Kongregation für Ablässe und Reliquien. Er war Mitglied der außerordentlichen Mission zur Krönung des Zaren Alexanders III. Seit dem 17. August 1886 war er Meister der Apostolischen Kammer und seit dem 31. Dezember 1891 Präfekt des Päpstlichen Hauses.
Leo XIII. ernannte ihn am 19. Juni 1899 in pectore zum Kardinal. Die öffentliche Proklamation erfolgte im Konsistorium vom 15. April 1901 und die Aufnahme in das Kardinalskollegium fand am 18. April desselben Jahres als Kardinalpriester mit der Titelkirche Santa Maria in Aquiro statt. Seit dem 26. Januar 1911 war er Kardinalpräfekt der Indexkongregation und Erzkanzler der römischen Universität in Rom. Er nahm an dem Konklave 1903, das Pius X. wählte, und an dem Konklave 1914 teil, das Benedikt XV. wählte, den er als Kardinalprotodiakon (seit 1911) verkündete und am 6. September 1914 krönte.
Sein Leichnam wurde in dem Grab der Congregatio de Propaganda Fide auf dem Friedhof Campo Verano beigesetzt.